# Aérodrome de Ruhnu
L'aérodrome de Ruhnu (code OACI : EERU) est un aérodrome sur Ruhnu, île du sud de l'Estonie. L'aérodrome est situé au sud de l'île, 37 milles marins (69 km) au sud-est de Kuressaare, près du village de Ringsu. Il n'a pas de code AITA.

## Situation
| Kuressaare Kärdla Pärnu Tallinn Tartu Kihnu Ruhnu Tapa Amari |

## Compagnies aériennes et destinations
| Compagnies             | Destinations     |
| ---------------------- | ---------------- |
| Diamond Sky            | Kuressaare       |
| FLN Frisia Luftverkehr | En saison: Pärnu |

Édité le 29/06/2017  Actualisé le 22/02/2023